# No Average Angel
No Average Angel – drugi studyjny album Tiffany Giardina – amerykańskiej wokalistki. Wydany 20 stycznia 2009 roku nakładem studia 785 Records. Pochodzą z niej 2 single „No Average Ange”l i „Hurry Up and Save Me”.

## Lista utworów
1. „No Average Angel”- 2:58
2. „Sparks Fly"- 3:07
3. „Onto You"- 2:55
4. „Make My Day"- 3:00
5. „Eternal Flame"- 3:32
6. „You Haven’t Asked Me Yet"- 2:58
7. „Candy"- 3:06
8. „Don’t Won’t to Let Go"- 2:49
9. „Road To Anywhere"- 3:41
10. „Falling Down"- 3:32
11. „Summertime”- 3:08
12. „This Is My Life"- 3:10
13. „Lollipop"- 2:01
14. „Hurry Up and Save Me”- 3:54
Bonus Tracks:
15. „No Average Angel” (DVD)
16. „Hurry Up and Save Me” (DVD)